# Stadt
Stadt (toponimo tedesco) è un distretto di 21 071 abitanti del comune svizzero di Winterthur, nel Canton Zurigo (distretto di Winterthur). Corrisponde al centro storico della città e comprende i quartieri di Altstadt, Brühlberg, Heiligberg, Lind, Neuwiesen e Tössfeld.